# Dani Parejo
Daniel „Dani“ Parejo Muñoz (* 16. April 1989 in Coslada) ist ein spanischer Fußballspieler.
Der zentrale Mittelfeldspieler entstammt der Nachwuchsarbeit von Real Madrid, wo er sich auch nach einem halbjährigen Leih-Intermezzo beim englischen Zweitligisten Queens Park Rangers nie in der ersten Mannschaft durchsetzen konnte. Der Durchbruch gelang ihm anschließend beim Stadtkonkurrenten FC Getafe, wo er ab der Saison 2009/10 für zwei Jahre spielte. Ab Sommer 2011 stand er für neun Jahre beim FC Valencia unter Vertrag. Dort war er seit 2014 die etatmäßiger Kapitän und galt unter den Anhängern als Publikumsliebling. Seit August 2020 steht er beim Erstligisten FC Villarreal unter Vertrag.
Parejo spielte für diverse spanische Juniorenauswahlen und wurde unter anderem mit der U19 sowie der U21 in den Jahren 2007 und 2011 jeweils Europameister. Seit März 2018 trägt er das Trikot der A-Nationalmannschaft.

## Vereinskarriere

### Real Madrid

#### Anfänge in der Castilla
Dani Parejo wurde in Coslada, Madrid geboren und begann dort im Jahr 1998 beim lokalen CD Coslada mit dem Fußballspielen. Über die UD Espinilla kam er schließlich mit 14 Jahren in die berühmte La Fábrica, die Jugendabteilung des Spitzenvereins Real Madrid. Am 21. Januar 2007 debütierte in der Reservemannschaft Real Madrid Castilla, als er bei der 0:1-Heimniederlage im Zweitligaspiel gegen den FC Cádiz in der 69. Spielminute für Rafael Santacruz eingewechselt wurde. Einen nächsten Einsatz absolvierte er erst zum Ende der Saison 2006/07 wieder. Im Auswärtsspiel gegen Real Murcia wurde er erneut eingetauscht und besorgte den Ausgleich zum 2:2-Endstand. Auch in den verbleibenden zwei Ligaspielen wurde er von Cheftrainer José Miguel González berücksichtigt. In der folgenden Spielzeit 2007/08 gehörte der zentrale Mittelfeldspieler bereits zum Stammpersonal und konnte mit zehn Saisontoren in 33 Ligaspielen beeindrucken. Der Cheftrainer der ersten Mannschaft Bernd Schuster ließ ihn deshalb in dieser Saison öfters dort mittrainieren und von Real-Legende und Ehrenpräsident Alfredo Di Stéfano wurde er als „größtes Talent“ der Castilla bezeichnet.

#### Leihe zu den Queens Park Rangers
Am 4. August 2008 wechselte Parejo für die gesamte Saison 2008/09 auf Leihbasis zum englischen Zweitligisten Queens Park Rangers, da Schuster in der Herrenmannschaft keine Verwendung für ihn fand. Er wurde damit zur ersten Verpflichtung des neuen Klubeigentümers Flavio Briatore. Am 9. August 2008 (1. Spieltag) debütierte er beim 2:1-Heimsieg gegen den FC Barnsley in der Football League Championship, als er in der 72. Spielminute für Patrick Agyemang eingewechselt wurde. Nachdem er zu Beginn der Spielzeit noch als Stammspieler eingesetzt wurde, rutschte er im Verlauf der Hinrunde immer weiter aus der Mannschaft, da dem jungen, technisch versierten Spanier das physische, kampfbetonte Fußballspiel auf der Insel nicht zusagte. Anfang Januar 2009 beendete Real Madrid das Leihgeschäft und holte Parejo nach 14 Ligaeinsätzen als Ersatz für die verletzten Rubén de la Red und Mahamadou Diarra zurück nach Spanien.

#### Rückkehr für ein halbes Jahr
Inzwischen war Bernd Schuster bereits beurlaubt worden und unter Juande Ramos gehörte Parejo fest zum Kader der ersten Mannschaft. Am 15. Februar 2009 (23. Spieltag) debütierte er beim 4:0-Auswärtssieg gegen Sporting Gijón in der höchsten spanischen Spielklasse, als er in der 79. Spielminute für Sergio Ramos eingewechselt wurde. Trotz einer hervorragenden Rückrunde der Königlichen erhielt Parejo nur selten Einsatzzeit und beendete die Spielzeit mit fünf Ligaspielen für Real Madrid.

### Durchbruch beim FC Getafe
Mitte Juli 2009 gab Real Madrid die Rückkehr des Mittelfeldstrategen Esteban Granero vom FC Getafe bekannt, die durch eine Rückkaufoption stets möglich gewesen war. Wenige Tage später wurde bekanntgegeben, dass Parejo den umgekehrten Weg zum Stadtrivalen antreten wird, wobei sich Real Madrid erneut eine Rückkaufklausel sicherte. Bei Getafe traf er auch auf José Miguel González, seinen ehemaligen Trainer bei Real Madrid Castilla. Am 30. August 2009 (1. Spieltag) debütierte er beim 4:1-Heimsieg gegen Racing Santander für seinen neuen Verein und steuerte zwei Torvorlagen bei. Am 8. Oktober (8. Spieltag) erzielte er beim 2:0-Heimsieg gegen Athletic Bilbao sein erstes Tor in der Primera División. Er entwickelte sich in dieser Saison 2009/10 rasch als wertvoller Spieler und konkurrierte sich González Sohn sowie seinem ehemaligen Real-Teamkollegen Adrián González um einen Stammplatz. und konnte am 25. März 2010 (28. Spieltag) auch gegen seinen ehemaligen Arbeitgeber Real Madrid treffen. Bei der 2:4-Heimniederlage grätschte er dem Real-Torhüter Iker Casillas den Ball vor dem Strafraum weg und schoss den Ball daraufhin ins leere Tor. In der Rückrunde musste er Adrián immer häufiger weichen und schloss die Saison mit sechs Toren und vier Vorlagen, welche er in 28 Ligaspielen erzielen konnte, ab. Mit dem FC Getafe qualifizierte er sich als Tabellensechster zum zweiten Mal in der Vereinshistorie für die UEFA Europa League.
In der darauffolgenden Spielzeit 2010/11 galt er bereits als unumstrittener Stammspieler und wurde zu einem der besten jungen Mittelfeldspieler der Liga. Mit Getafe konnte er die gute Vorsaison jedoch nicht wiederholen und der Verein entging dem Abstieg nur knapp, während man auch in der Europa League nicht über die Gruppenphase hinauskam. Parejo bestritt insgesamt 44 Pflichtspiele, in denen er vier Tore erzielte und sechs Vorlagen beisteuerte.

### FC Valencia

#### Wechselhafte erste Jahre
Am 14. Juni 2011 wechselte Dani Parejo für eine Ablösesumme in Höhe von sechs Millionen Euro zum Spitzenverein FC Valencia, wo er einen Fünfjahresvertrag unterzeichnete. Als Teil des Transfers wechselte Valencias Torwart Miguel Ángel Moyà im Gegenzug für die gesamte Saison 2011/12 auf Leihbasis zum FC Getafe. Nachdem er zum Saisonstart nicht berücksichtigt worden war, debütierte er am 13. September 2011 beim 0:0-Unentschieden in der Gruppenphase der UEFA Champions League für die Blanquinegros. In den nächsten Monaten wurde er nur sporadisch eingesetzt, drang aber im März 2012 in die Startformation von Cheftrainer Unai Emery vor und beendete die Spielzeit mit 30 Pflichtspieleinsätzen, in denen er ohne Torbeteiligung blieb.
Unter dem neuen Übungsleiter Mauricio Pellegrino schaffte Parejo zu Beginn der nächsten Saison 2012/13 nicht den endgültigen Sprung in die Startelf und wurde immer wieder durch seine schlechte Moral kritisiert. Der Start war von wechselhaften Leistungen der Mannschaft geprägt und bereits im Dezember 2012 endete Pellegrinos Amtszeit mit seiner Entlassung. Auch unter seinem Nachfolger Ernesto Valverde konnte er nicht an seine Leistungen aus Getafe-Zeiten anknüpfen, dieser stellte ihn aber ab Februar 2013 regelmäßig auf. Am 20. April 2013 (32. Spieltag) gelang ihm beim 5:1-Heimsieg gegen den FC Málaga sein erstes Ligator für den FC Valencia. Insgesamt bestritt er in dieser Spielzeit 36 Pflichtspiele, in denen er zwei Mal traf und sechs Vorlagen sammelte.
Die nächste Saison 2013/14 begann unter der Leitung des neuen Cheftrainers Miroslav Đukić. Der Serbe vertraute zu Beginn nicht auf die Fähigkeiten Parejos. Er profitierte aber von den schwankenden Leistungen seiner Teamkollegen und rutschte so im Oktober 2013 wieder in die Startformation. Đukić wurde nach schlechten Resultaten im Dezember entlassen und sein Nachfolger Juan Antonio Pizzi setzte auf Dani Parejo als Mittelfeldstratege. Am 6. April 2014 (32. Spieltag) übernahm er beim 0:0-Unentschieden gegen Real Valladolid das erste Mal die Kapitänsbinde. Mit Valencia schaffte er es ins Halbfinale der UEFA Europa League, wo man am FC Sevilla scheiterte. In der Liga platzierte man sich nur im Mittelfeld und verpasste die Qualifikation für das internationale Geschäft. In dieser Spielzeit absolvierte er 46 Pflichtspiele, in denen er fünf Tore und sieben Vorlagen sammelte.

#### Durchbruch, erste Kapitänsrolle und Schwächephasen

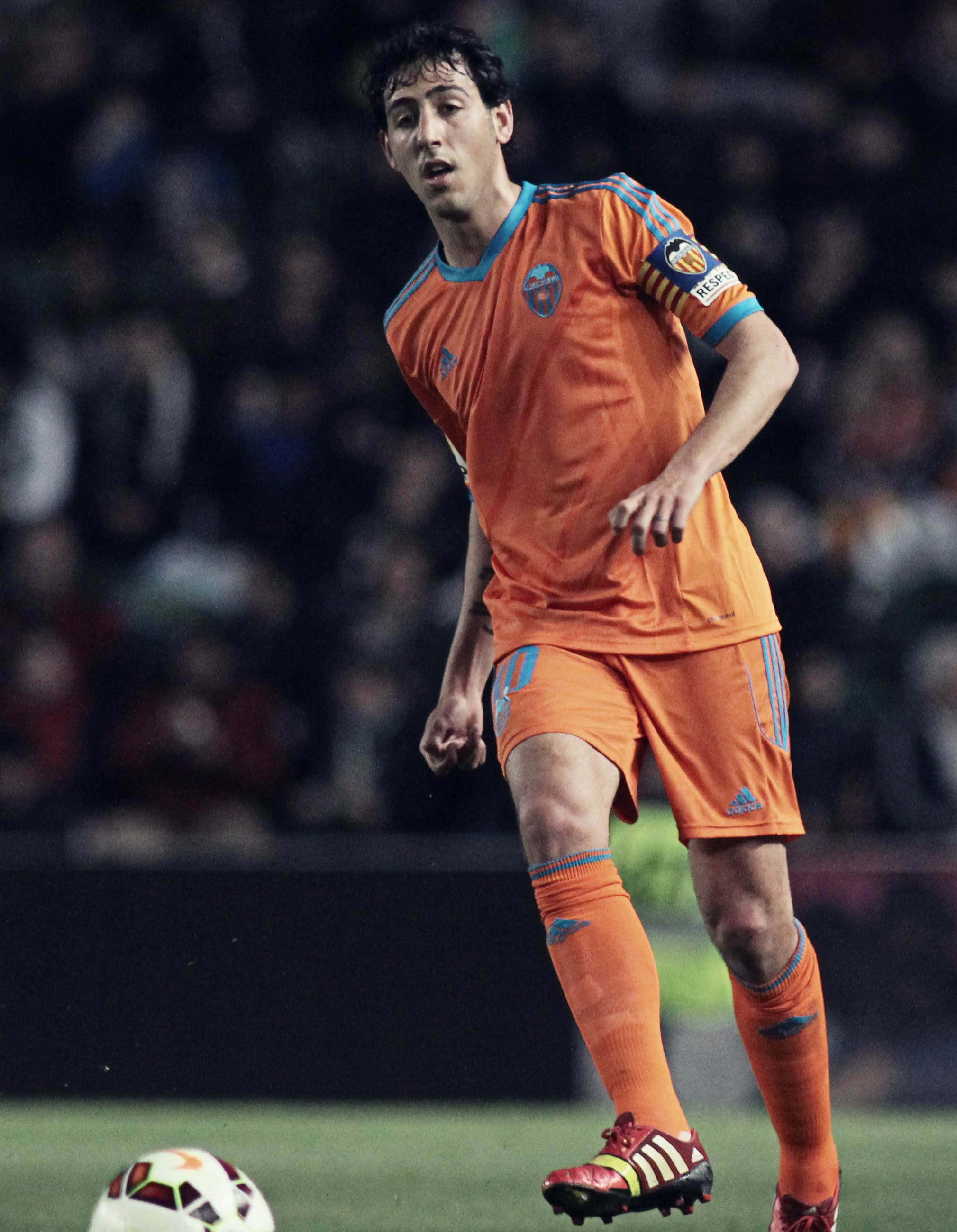
Dani Parejo im Trikot des FC Valencia (2015)

Zur nächsten Saison 2014/15 wurde Dani Parejo zum Kapitän befördert. Unter dem neuen Cheftrainer Nuno Espírito Santo verbesserte er sich wesentlich. Bereits am 29. August 2014 (2. Spieltag) erzielte er beim 3:0-Heimsieg gegen den FC Málaga sein erstes Saisontor. In den nächsten Monaten etablierte er sich als unumstrittener Stammspieler bei den „Fledermäusen“. Beim 3:1-Heimsieg im Top-Spiel gegen den FC Sevilla am 25. Januar 2015 (20. Spieltag) gelang ihm der erste Doppelpack seiner fußballerischen Laufbahn. Er bestritt in dieser Spielzeit 34 Ligaspiele und konnte zum vierten Platz der Mannschaft elf Tore und acht Vorlagen beisteuern.
Am 3. Juli 2015 verlängerte er seinen Vertrag bis Sommer 2020. Seine hervorragende Form konnte er jedoch nicht in die nächste Saison 2015/16 mitnehmen und zeigte wie der FC Valencia nur wechselhafte Leistungen. Am 7. November 2015 erzielte er beim 5:1-Auswärtssieg gegen Celta Vigo einen Doppelpack und bereitete zwei weitere Treffer vor. In der Folge gelang dem FC Valencia bis Mitte Februar 2016 kein einziger Ligasieg mehr. Während dieser Negativphase musste Nuno Espírito Santo gehen und auch Parejos Leistungen verschlechterten sich wesentlich. Von den Anhängern wurde er dabei vor allem durch seine fehlende Einsatzbereitschaft und Konstanz kritisiert. Der neue Trainer Gary Neville entzog Parejo schließlich im Januar die Kapitänsbinde, musste aber selbst bereits wieder im März 2016 gehen. Unter Pako Ayestarán stabilisierte sich Valencia wieder und verhinderte den Abstieg der Mannschaft mit dem Erreichen des zwölften Tabellenplatzes. Parejo absolvierte in dieser Spielzeit 50 Pflichtspiele, in denen er elf Tore erzielte und sechs weitere Treffer vorbereitete.
In der nächsten Saison 2016/17 lief er vereinzelt wieder mit der Kapitänsschleife auf, war aber weiterhin der ständigen Kritik ausgesetzt. Valencia startete verheerend und kämpfte schließlich die gesamte Spielzeit gegen den Abstieg. Im Dezember 2016 geriet Parejo außersportlich in die Schlagzeilen, als er während der Schwächephase betrunken in einer Bar gesichtet wurde und für ein Spiel suspendiert wurde. Parejo kam aber trotzdem wieder in die Startformation zurück, sammelte in 39 Pflichtspielen 15 Scorerpunkte (Sechs Tore und neun Vorlagen) und platzierte sich mit den Ches erneut im Tabellenmittelfeld.

#### Aufstieg zum Publikumsliebling
Im Sommer 2017 engagierte der FC Valencia den erfahrenen Marcelino García als neuen Cheftrainer und diesem gelang es nach den enttäuschenden letzten Jahren das Ruder herumzureißen. Marcelino gab von Beginn an bekannt, auf Parejo als Kapitän und Spielmacher setzen zu wollen und dieser verbesserte sich unter ihm wesentlich. Von seinem verbesserten Defensivspiel profitierte insbesondere die Mannschaft, er stieg parallel dazu zum Publikumsliebling auf und Valencia gelang mit dem vierten Tabellenplatz die Qualifikation zur UEFA Champions League. Parejo erzielte in 42 Pflichtspielen acht Tore und bereitete zehn weitere Treffer vor.
In der folgenden Saison 2018/19 startete Valencia schwach, schaffte jedoch zum Jahreswechsel die erfolgreiche Wende und qualifizierte sich noch für die UEFA Champions League. In der UEFA Europa League gelang man ins Halbfinale, wo man gegen den FC Arsenal ausschied. In der Copa del Rey konnte man das Endspiel erreichen und besiegte in diesem den FC Barcelona mit 2:1. Parejo bestritt in dieser Spielzeit 56 Pflichtspiele und sammelte dabei zehn Tore und neun Vorlagen.
Einen erneut schwachen Start überstand Marcelino in der nächsten Saison 2019/20 nicht und er wurde bereits nach drei Spieltagen durch Albert Celades ersetzt. Parejo startete stark in die Spielzeit und erreichte bis zum Saisonende zehn Toren und sechs Vorlagen, welche er in 47 Pflichtspielen sammeln konnte. Valencia musste sich jedoch mit einem neunten Tabellenplatz zufriedengeben und lag damit hinter den eigenen Erwartungen sowie den Europapokalrängen.
Am 12. August 2020 wechselte Parejo zusammen mit seinem Teamkollegen Francis Coquelin nach neun Jahren und 125 Scorerpunkten in 383 Pflichtspielen beim FC Valencia zum Lokalrivalen FC Villarreal, wo er einen Vierjahresvertrag unterzeichnete und wieder auf seinen einstigen Übungsleiter Unai Emery traf. In der Saison gewann er die UEFA Europa League 2020/21 mit 11:10 i. E. gegen Manchester United.

## Nationalmannschaft
Dani Parejo nahm mit der spanischen U19-Nationalmannschaft an der U19-Europameisterschaft 2007 in Österreich teil. Dort kam er in zwei Gruppenspielen zu Kurzeinsätzen und startete schließlich aber im Endspiel gegen Griechenland, wo er das entscheidende Tor zum 1:0-Sieg erzielte. Auch im nächsten Jahr stand er bei der U19-Europameisterschaft 2008 in Tschechien auf dem Platz.
Mit der U20 war er bei der U20-Weltmeisterschaft 2009 in Ägypten im Einsatz und scheiterte mit der Auswahl im Achtelfinale an Italien. Beim Turnier absolvierte er alle vier Spiele und machte einen Treffer.
Mit der U21 nahm er an der U21-Europameisterschaft 2011 in Dänemark teil. Er wurde in allen drei Gruppenspielen eingewechselt und auch beim 2:0-Finalsieg gegen die Schweiz betrat er in der Schlussphase das Spielfeld.
Im März 2018 wurde er mit 28 Jahren erstmals in die spanische A-Nationalmannschaft einberufen. Am 27. März 2018 debütierte er beim 6:1-Testspielsieg gegen Argentinien, als er in der 82. Spielminute für Thiago eingewechselt wurde.

## Titel und Erfolge

### Verein

#### FC Valencia
- Copa del Rey: 2018/19

#### FC Villarreal
- UEFA Europa League: 2020/21

### Nationalmannschaft
Spanien U19
- U19-Europameister: 2007

Spanien U20
- Mittelmeerspiele: 2009

Spanien U21
- U21-Europameister: 2011

### Individuelle Auszeichnungen
- UEFA La Liga Team of The Season: 2017/18, 2018/19